# Колсос (станция метро)
Колсос (норв. Kolsås) — самая западная станция метрополитена Осло и конечная второй линии, открыта в составе участка Авлёс — Колсос, следующая станция — Хёугер.
Расположена на высоте 65 метров. Расстояние до станции Stortinget составляет 17,3 км.

## История
Станция открыта 1 января 1930 года — тогда она собой представляла трамвайную остановку и петлю для разворота. С 15 июня 1942 года также обслуживала пригородные поезда.
Станция закрывалась в период с 1 июля 2003 года по 22 ноября 2004 года, а 1 июля 2006 года была закрыта на ремонт, чтобы подвести линию метро, и с этого момента пригородные поезда от данной станции больше не отправляются.
12 октября 2014 года открыта в составе второй линии метрополитена.